# Bananenvlieg
De bananenvlieg (Drosophila melanogaster) is een tweevleugelig insect en een van de bekendste en meest algemeen voorkomende vertegenwoordigers uit de familie van de fruitvliegen (Drosophilae).
De fruitvlieg is een modelorganisme dat op grote schaal gebruikt wordt binnen veel onderzoeksgebieden, met name de genetica. Dit komt omdat de chromosomen in bepaalde delen van het lichaam erg groot zijn en onder een eenvoudige microscoop zijn waar te nemen. Veel van wat we weten over de moleculaire processen van de ontwikkeling van dieren is ontdekt bij modelorganismen zoals de fruitvlieg. De fruitvlieg is eenvoudig te kweken en heeft een snelle levenscyclus, de kweek van fruitvliegen is relatief goedkoop. De fruitvlieg wordt daarom op grote schaal gekweekt als voedseldier voor kleine insectenetende huisdieren.
Er zijn vele andere soorten fruitvliegen maar D. melanogaster is veruit de bekendste soort vanwege het veelvuldige gebruik van de vlieg voor laboratoriumexperimenten. De fruitvlieg is gemakkelijk op een suikerhoudende voedingsbodem te kweken en kan zich zeer snel voortplanten. De generatietijd bedraagt ongeveer 11 dagen in het laboratorium. Een enkel vrouwtje kan enige honderden nakomelingen voortbrengen. Een ander voordeel van het kweken van de fruitvlieg is dat mannetjes gemakkelijk van vrouwtjes te onderscheiden zijn. Een mannetje heeft namelijk een zwarte stip op zijn achterlichaam en een afgeronde achterlijfspunt. Een vrouwtje heeft een duidelijk stekelachtige achterlijfspunt en een zwarte vlek aan het achterlijf ontbreekt. De fruitvlieg heeft vier paar chromosomen.

## Naamgeving en taxonomie
De Nederlandstalige naam fruitvlieg is te danken aan de voorliefde van het insect voor fruit, de soort wordt ook wel bananenvlieg genoemd. Ook in veel andere talen wordt verwezen naar het voedsel, zoals het Engelse 'fruit fly', het Duitse 'Fruchtfliege' en het Spaanse 'mosca de la fruta'. In de Noorse en de Zweedse taal wordt de soort met bananenvlieg aangeduid, respectievelijk 'bananflue' en 'bananfluga'.
In de Franse taal wordt de naam 'mouche du vinaigre' gebruikt, wat azijnvlieg betekent. De soortnaam azijnvlieg wordt in de Nederlandse taal echter niet voor de fruitvlieg Drosophila melanogaster gebruikt maar voor de verwante soort Drosophila funebris. In het Duits is de officiële naam 'schwarzbäuchige taufliege', dat zwartbuik-dauwvlieg betekent. Deze naam slaat op de zwarte achterlijfspunt.
De wetenschappelijke naam Drosophila melanogaster betekent letterlijk vertaald dauwliefhebber met een zwarte buik. De soortnaam drosophila is een samenstelling van Oudgrieks δρόσος (drosos), dat dauw betekent en Oudgrieks φίλος (philos), dat liefhebber betekent. De soortnaam melanogaster komt van Oudgrieks μέλας (melas), dat zwart betekent en het Oudgrieks γαστήρ (gastēr), dat buik betekent.
De wetenschappelijke naam Drosophila wordt ook gebruikt voor een geslacht van schimmels uit de familie Agaricomycetidae, zie Drosophila (schimmel).
- Drosophila melanogaster (Meigen, 1830)
- Musca cellaris (Linnaeus, 1758)
- Drosophila ampelophaga (Howard, 1900)
- Drosophila emulata (Chaudhuri & Mukherjee, 1941)
- Drosophila pilosula (Becker, 1908)
- Drosophila artificialis (Kozhevnikov, 1936)
- Drosophila ampelophila (Loew, 1862)
- Drosophila uvarum (Rondani, 1875)
- Drosophila fasciata (Meigen, 1830)
- Drosophila aceti (Heeger, 1851)
- Drosophila approximata (Zetterstedt, 1847)
- Drosophila immatura (Walker, 1849)
- Drosophila melanocephala (Meijere, 1946)
- Drosophila nigriventris (Macquart, 1843)

De fruitvlieg werd voor het eerst wetenschappelijk beschreven door Johann Wilhelm Meigen in 1830. De vlieg was door Carl Linnaeus beschreven als Musca cellaris in 1758. De fruitvlieg was al bij de Oude Grieken bekend. De soort is ook wel beschreven als Drosophila melanocephala en Drosophila nigriventris. Zie voor een lijst van alle verouderde namen, ook wel synoniemen genoemd, de uitklapbare lijst rechts.
De fruitvlieg behoort tot de familie fruitvliegen, ook wel bananenvliegen of azijnvliegen genoemd.

## Verspreidingsgebied
De fruitvlieg komt oorspronkelijk waarschijnlijk uit tropische delen van westelijk Afrika. De vlieg heeft zich van hieruit verspreid naar alle delen van de wereld, op Antarctica na. De fruitvlieg heeft zich pas vrij recentelijk naar Azië en Europa verspreid, ongeveer zes- tot tienduizend jaar geleden. De fruitvlieg kwam mee met de mens en kan zich handhaven in koelere streken doordat de vliegen zich in geïsoleerde gebieden kunnen blijven voortplanten.
Later kwam de fruitvlieg terecht in Australië en vele oceanische eilanden, altijd door toedoen van de mens. In Noord- en Zuid-Amerika is de fruitvlieg pas sinds 500 jaar bekend. Hier heeft de vlieg zich waarschijnlijk gevestigd door mee te liften op schepen die slaven vervoerden.
De fruitvlieg kan overal leven waar fruit of andere gistende organische stoffen voorhanden zijn. Ook mag het niet te koud zijn en moet de lucht relatief vochtig zijn. Fruitvliegen kunnen zeer slecht tegen droogte. Het areaal wordt tevens begrensd door heel koude of juist warme gebieden zoals bergstreken en woestijnen.

## Uiterlijke kenmerken

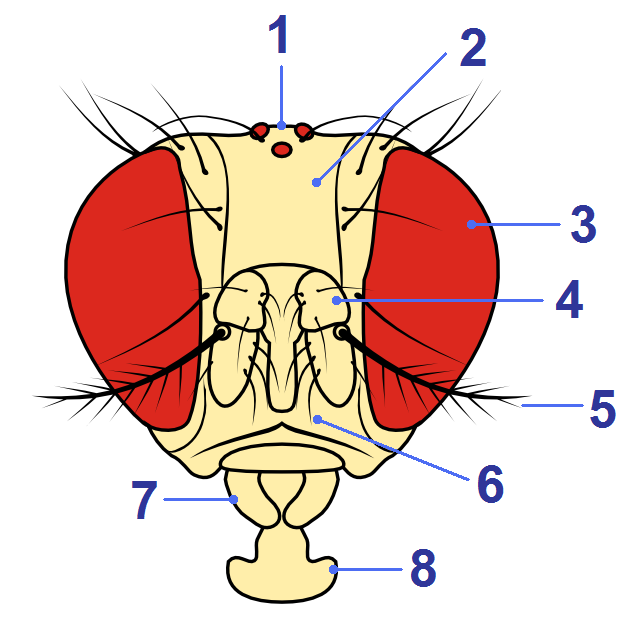
Kop van de fruitvlieg met verschillende onderdelen.

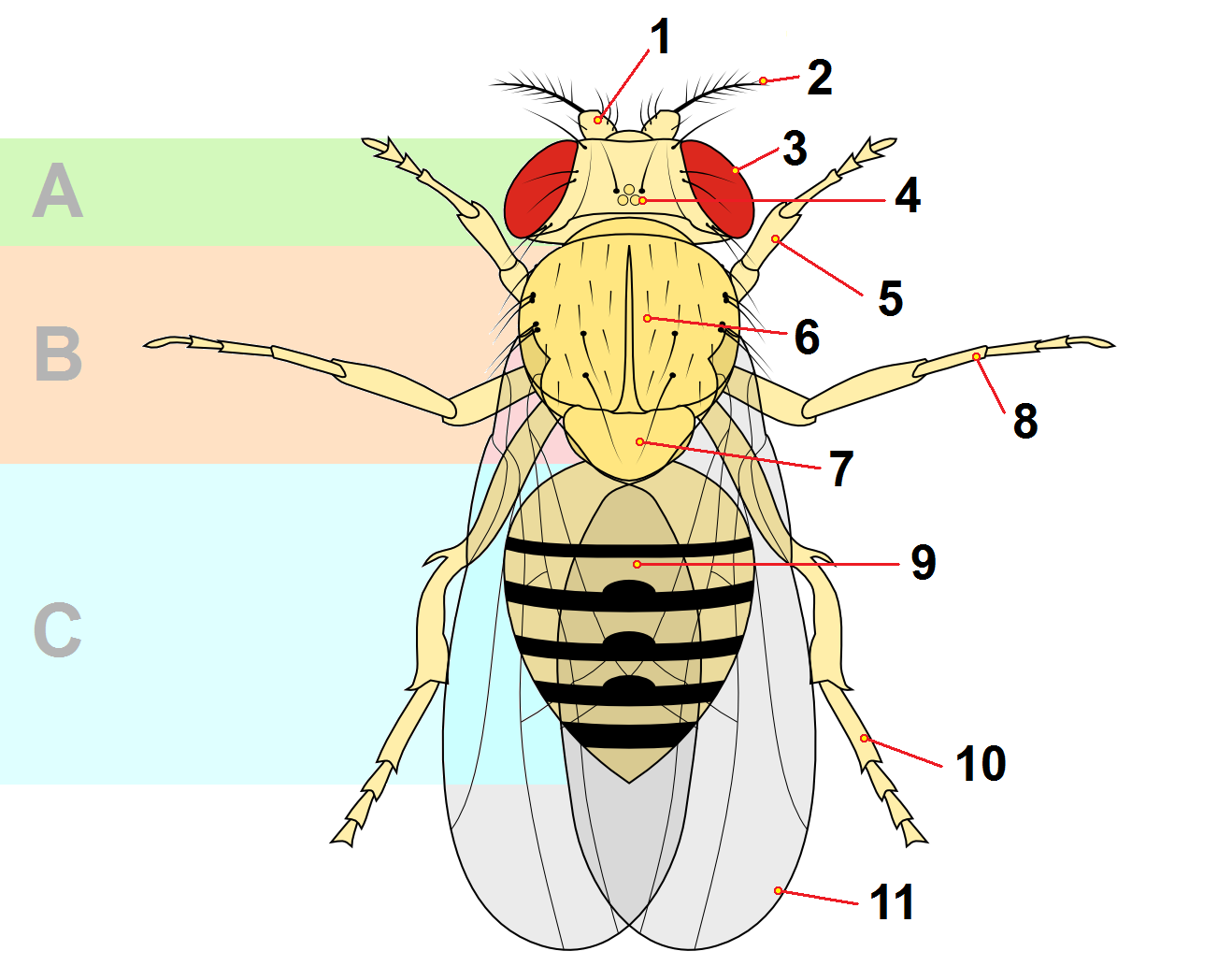
Lichaamsdelen van een fruitvlieg, afgebeeld is een vrouwtje.

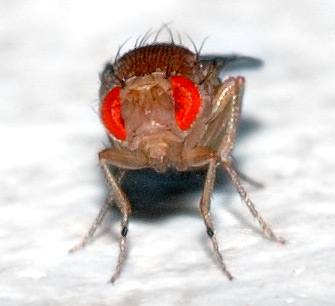
Mannetje waarbij de copulatieborstels aan de voorpoten zijn te zien als de zwarte 'bultjes'.

De fruitvlieg bereikt een lichaamslengte van ongeveer twee tot drie millimeter. De vrouwtjes worden gemiddeld iets groter dan de mannetjes. Omdat de vleugels aan de achterzijde wat uitsteken lijken de diertjes nog iets groter. Opvallend zijn de grote, rode ogen en het bolle, gewelfde borststuk.

### Kop
De kop is duidelijk te onderscheiden door de grote samengestelde ogen die bovendien een dieprode kleur hebben. De ogen zijn relatief groot en bestaan uit vele tientallen kleine suboogjes. Tussen de oogjes zijn microscopisch kleine haartjes gelegen. De fruitvlieg kan met de ogen alleen bewegingen of veranderende schaduwen zien, de vlieg reageert op bewegingen door hiervan weg te vliegen. De ogen kunnen ook lichtverschuivingen waarnemen. De fruitvlieg is positief fototactisch, wat betekent dat het licht wordt opgezocht. Dit in tegenstelling tot de larven, die licht juist mijden. De voorkeur voor licht is duidelijk te zien bij volwassen vliegen die in een doorzichtig bakje worden gehouden. Deze bewegen zich duidelijk altijd naar de zijde waar het meeste licht doordringt.
Aan de bovenzijde zijn drie puntogen aanwezig, die uit een individueel oogje bestaan. Deze drie oogjes worden de ocelli genoemd en zijn dicht tegen elkaar gelegen. De ocelli hebben een ondergeschikte visuele functie. De oogjes zijn gelegen op het kopschild of vertex aan de bovenzijde van de kop. Aan de voorkant is onder de antennes het 'gezicht' of clypeus gelegen.
De fruitvlieg heeft net als alle vliegen relatief korte antennes die bestaan uit drie segmenten. Het eerste segment is het kortst, het tweede is langer en duidelijk dikker dan het eerste segment. Het derde segment is ongeveer even dik als het tweede segment maar is duidelijk langer. Aan de bovenzijde van het derde antennesegment is bij de fruitvlieg een langwerpig uitgroeisel aanwezig, dat duidelijk langer is dan de antenne zelf. Deze structuur wordt de arista genoemd en bestaat uit een dunne steel die voorzien is van een borstelige beharing.

### Borststuk
Het borststuk valt op omdat het relatief groot en bol is. Aan de achterzijde van de bovenkant van het borststuk is een klein, schubachtig schildje aanwezig, het scutellum. Het borststuk draagt dikke, zwarte haren. Deze haren worden macrochaetae genoemd; macro betekent groot en chaeta betekent stijve haar. Tussen de grotere haren zijn ook kleinere haartjes aanwezig. De haren op het borststuk hebben een mechanosensorische functie, ze zijn heel gevoelig in het waarnemen van luchtwervelingen. Een fruitvlieg kan hierdoor een mogelijke vijand waarnemen door de veranderende luchtdruk die het naderende object veroorzaakt.
De fruitvlieg heeft een in drieën verdeeld borststuk, aan de onderzijde draagt ieder deel een paar poten. De achterste twee delen van het borststuk dragen bij de meeste insecten steeds één paar vleugels aan de bovenzijde, dus twee paar in totaal. Bij de tweevleugeligen echter heeft alleen het middelste deel van het borststuk een paar vleugels.
De vleugels van de fruitvlieg zijn transparant en hebben nooit vlekken zoals verwante soorten vaak wel hebben. De buitenste randen van de vleugels zijn steviger en donkerder van kleur. De vleugels worden in rust boven het lichaam gevouwen, waarbij de vleugelranden elkaar twee keer kruisen. De achtervleugels aan het derde borststuksegment zijn omgevormd tot kleine haltertjes. Deze dienen als een soort gyroscoop, ze maken de vlieg wendbaarder tijdens het vliegen. Bij de meeste vliegen is een soort kapje aanwezig voor de halters, die de calyptra wordt genoemd. Bij de fruitvliegen echter ontbreken deze structuren. De fruitvliegen worden daarom wel met acalyptrata aangeduid, wat 'zonder (a) calyptra' betekent.
De drie paar poten van de fruitvlieg zijn vaak roodbruin gekleurd, ze bestaan uit een aantal segmenten. Vanaf het lichaam gezien zijn dit de coxa of heup, deze is middels de smalle trochanter of dijbeenring verbonden met het femur of dij, gevolgd door de tibia of scheen en ten slotte de tarsus of voet. De tarsus is het enige deel van de poot dat zelf ook uit verschillende segmenten bestaat. De tarsus heeft altijd vijf geledingen die naar het uiteinde toe steeds smaller worden. Op het eerste tarsussegment en op de scheen zijn borstelachtige rijen kleine haren aanwezig. Aan het einde van de poot zijn altijd twee haakjes gepositioneerd die dienen als kleine klauwtjes.
Bij de mannetjes is aan het eerste tarsussegment een kleine kamachtige structuur aanwezig. Deze bestaat uit negen tot elf kleine, zwarte haartjes, en dient om het vrouwtje vast te houden tijdens de paring. Uit onderzoek waarbij de mannetje zo werden gemodificeerd dat de kammen zich niet ontwikkelen, bleek dat ze nog moeilijk in staat zijn om met een vrouwtje te paren.

### Achterlijf
Het achterlijf of abdomen bestaat altijd uit acht delen die de achterlijfssegmenten worden genoemd. Het achterlijf is geler van kleur dan het borststuk en is voorzien van zwarte dwarsstrepen aan de middelste en achterste segmenten. De kleuren van het achterlijf en de vorm van de achterzijde verschillen per sekse, de vrouwtjes hebben een geel gekleurd achterlijf met vijf donkere banden. De middelste drie banden hebben soms in het midden aan de bovenzijde een vlek. De bovenste en onderste band hebben meestal geen vlek. Het achterlijf van vrouwtjes is relatief groter en ook duidelijk puntiger dan het meer afgeronde achterlijf van de mannetjes.
De mannetjes hebben slechts twee donkere banden op het achterlijf. De derde band en het achterliggende deel van het achterlijf zijn donker tot zwart van kleur. Deze seksuele dimorfie is met het blote oog goed te zien. Alleen bij net uit de pop geslopen exemplaren zijn de donkere achterlijfsdelen nog licht van kleur maar de dieren kleuren snel bij.

### Onderscheid met andere soorten
De soort Drosophila melanogaster is van alle fruitvliegen de bekendste soort. In België en Nederland komt de azijnvlieg (Drosophila funebris) veel voor. Deze heeft nooit een geprononceerd zwart achterlijf, wel komen exemplaren voor met donkere banden. Andere bekendere soorten zijn Drosophila hydei en Drosophila virilis. Net zoals de 'gewone' fruitvlieg worden deze soorten vaak gekweekt als voedseldieren voor kleine hagedissen en geleedpotigen zoals bidsprinkhanen. Ze worden wat groter dan de fruitvlieg, Drosophila hydei kan niet vliegen en van Drosophila virilis is bekend dat de soort wat bestendiger is dan de andere twee soorten.
De fruitvlieg behoort tot de familie Drosophilidae, die vertegenwoordigd wordt door ongeveer 3000 soorten. Fruitvliegen lijken sterk op elkaar wat betreft lichaamsbouw maar de kleuren van de verschillende soorten kunnen heel anders zijn. De Middellandse-zeevlieg (Ceratitis capitata) bijvoorbeeld heeft rode en blauwe kleuren en duidelijk gevlekte vleugels. Sommige andere soorten fruitvliegen zijn sterk gespecialiseerd op andere voedingsbronnen dan fruit. De larven van Drosophila sigmoides bijvoorbeeld leven in het schuim van een groep cicaden.

Andere soorten fruitvliegen
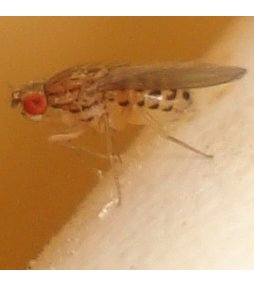
Drosophila busckii: vlekkenrijen op lichaam.
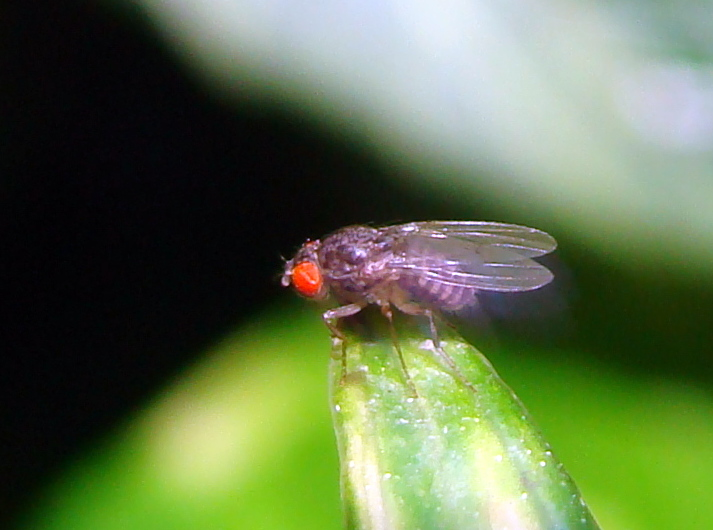
Drosophila hydei: meestal zwart lichaam.
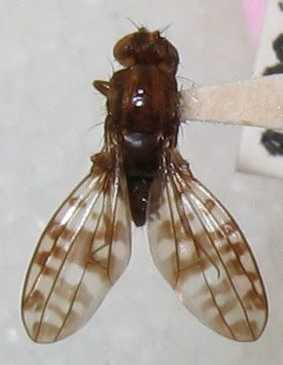
Drosophila setosimentum: sterk gevlekte vleugels.
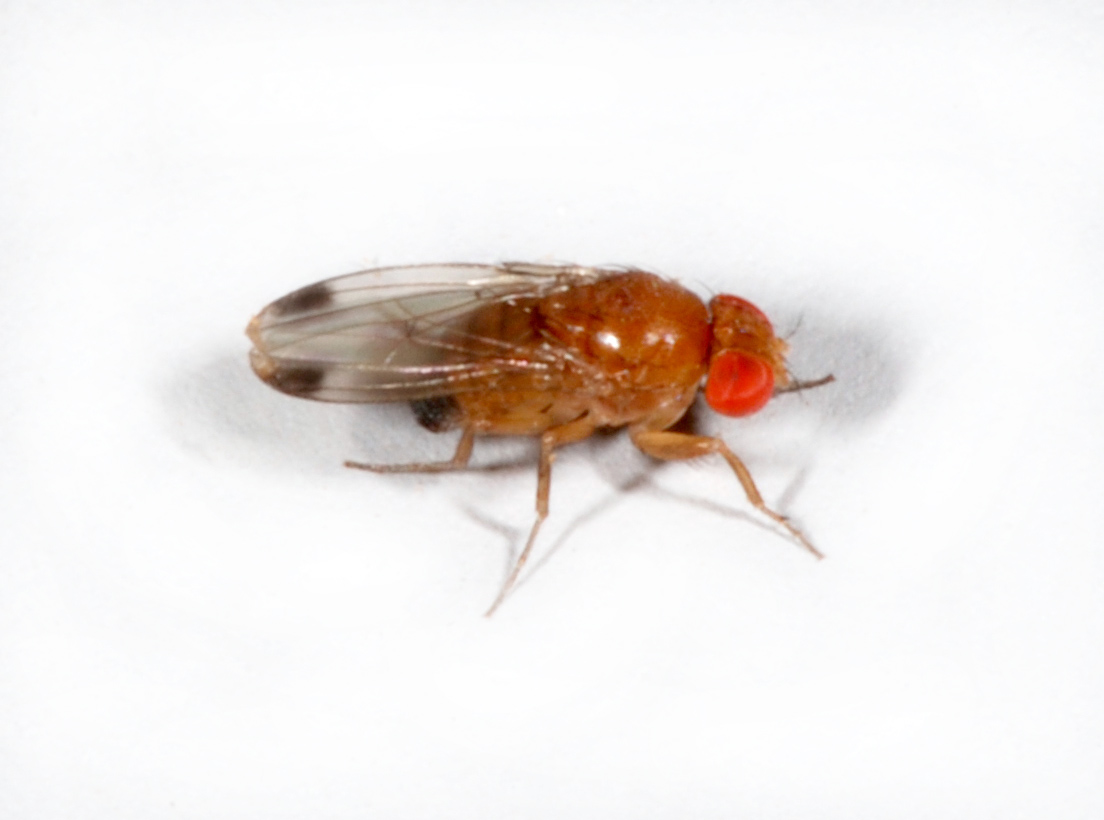
Drosophila suzukii: enkele vlek op vleugel.

## Voedsel en vijanden

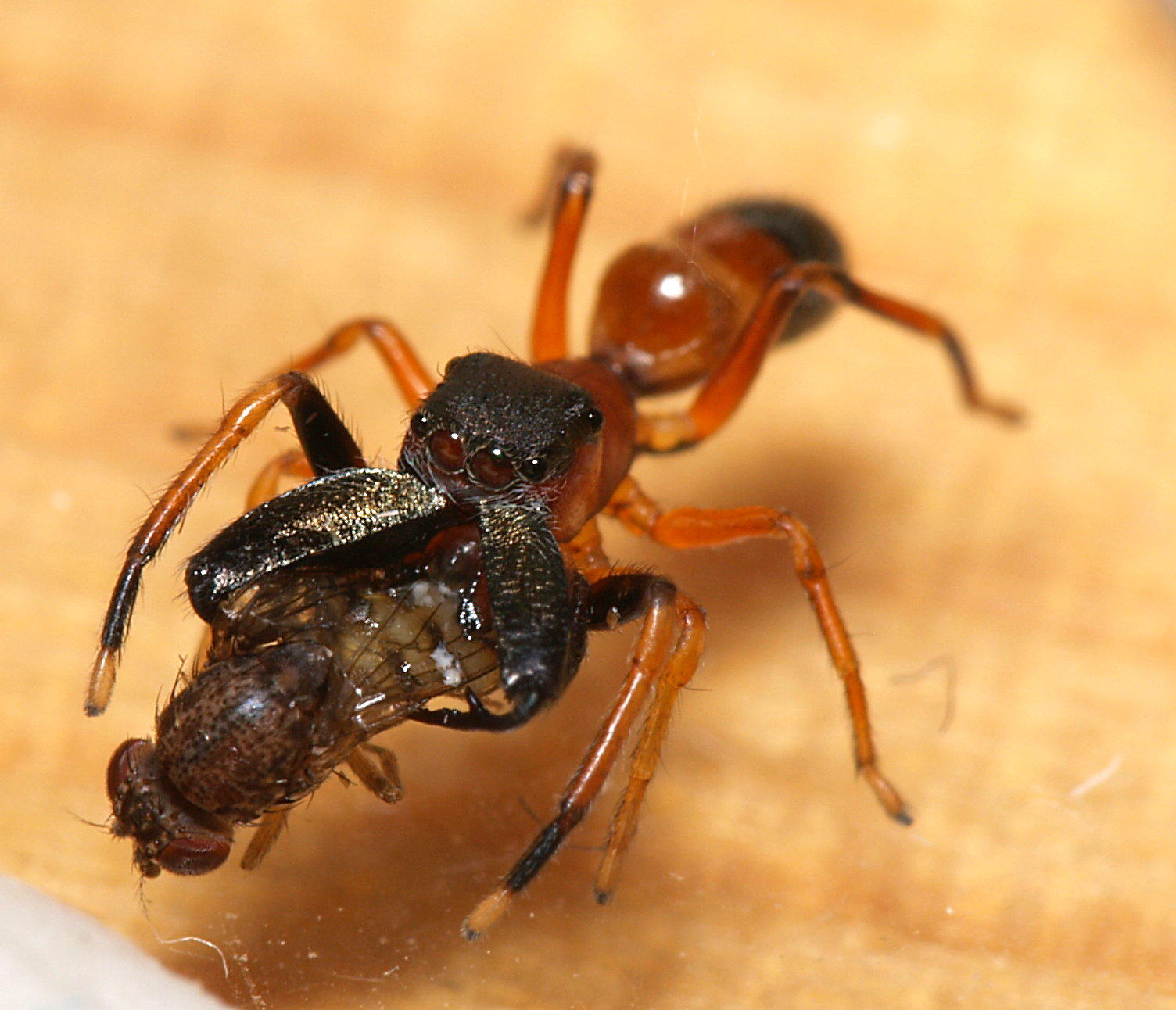
Deze op een mier gelijkende spin Myrmarachne formicaria heeft een fruitvlieg gevangen.

Fruitvliegen leven van gistende, suikerhoudende plantendelen en in de praktijk is dit vrijwel altijd fermenterend fruit. De eieren worden in rottende plantendelen afgezet zodat de larven die uit het ei kruipen voorzien zijn van voedsel. Vaak worden de eieren in rijpe, maar nog niet rottende delen afgezet zodat de jonge larven over 'vers' rottend voedsel beschikken. Ze hebben daarbij de voorkeur voor citrusvruchten. De larven boren zich in het voedsel en leven van gistcellen die zich manifesteren op rottende organische plantendelen die veel suikers bevatten. Vrijwel alle soorten fruit zijn geschikt als voedsel, maar vooral kersen en bananen hebben een grote voorkeur. Fruitvliegen worden door hun voedselkeuze wereldwijd gezien als een belangrijk plaaginsect.
De larven leven van de bacteriën en de gistcellen in het voedsel. Sterk beschimmeld voedsel wordt echter genegeerd. In het laboratorium gekweekte larven worden gevoerd met een papje dat bestaat uit meel en bakkersgist waaraan agar wordt toegevoegd zodat het geheel een geleiachtige structuur verkrijgt.
Als fruit begint te rotten (gisten) zetten de gistcellen de suikers om in alcohol. De volwassen vliegen worden sterk aangetrokken door de geur van alcohol. Alcoholhoudende dranken hebben hierdoor een onweerstaanbare aantrekkingskracht op fruitvliegen. Vooral dranken die op fruit zijn gebaseerd hebben een voorkeur, zoals wijn.
De fruitvlieg wordt gegeten door een breed scala aan insecteneters. Voorbeelden zijn spinnen, vleesetende kevers en rovende vliegen. De fruitvlieg kent ook gespecialiseerde vijanden, die voornamelijk op de fruitvlieg jagen. Een voorbeeld is de parasitaire schildwesp Asobara tabida. Deze wesp zet een ei af in de larve van de fruitvlieg. De larve van de wesp eet de vliegenlarve vervolgens van binnenuit op. Na de verpopping kruipt een jonge wesp uit de pophuid in plaats van een nieuwe fruitvlieg. Een dergelijke parasiet wordt wel een parasitoïde genoemd, omdat de fruitvlieg te gronde wordt gericht.

## Voortplanting en ontwikkeling

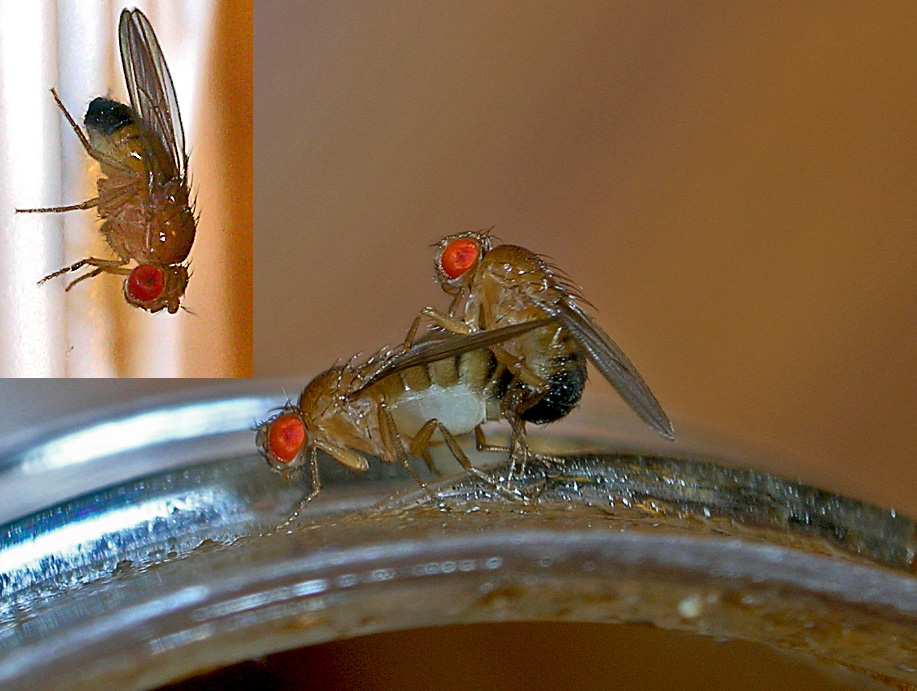
Paring van de fruitvlieg

De mannetjes zoeken de vrouwtjes op, van fruitvliegen is bekend dat ze gemakkelijk paren en zich ook in kleine ruimtes voortplanten. De levenscyclus is als volgt: ei → larve (1) → larve (2) → larve (3) → pop → volwassen insect of imago. Het gehele proces kan zich binnen twee weken voltrekken. Dit gaat relatief gezien zeer snel; een fruitvlieg verandert in ten minste zeven dagen van een klompje cellen tot een volledig ontwikkeld insect met spieren, een brein en het vermogen om te vliegen.

### Paring
De verschillende soorten fruitvliegen lijken sterk op elkaar, daarom vindt een balts plaats waarbij de twee partners moeten vaststellen of ze tot dezelfde soort behoren voordat de paring plaatsvindt. Een vrouwtje zal een mannetje alleen accepteren als hij eruitziet als een soortgenoot en daarnaast moet hij ruiken en bewegen als een geschikte partner.
De balts van de mannelijke fruitvlieg bestaat uit het rond het vrouwtje lopen en haar met de kop aan te raken. Ondertussen trilt het mannetje met zijn vleugels wat een gezoem veroorzaakt. De frequentie van het gezoem is soms soortspecifiek en de vrouwtjes kunnen alleen de frequentie van soortgenoten waarnemen. Mannetjes van andere soorten, die een andere toon gezoem veroorzaken, kan het vrouwtje simpelweg niet horen. Als een mannetje niet met de juiste toon zoemt of als het vrouwtje al bevrucht is door een ander mannetje, vliegt ze weg of begint zelf luid te zoemen om het mannetje van zich af te houden.
Bij de paring klimt het mannetje op het vrouwtje waarbij hij zich vasthoudt met de copulatieborstels aan zijn voorpoten. Vervolgens maken de achterlijfspunten contact en vindt de bevruchting plaats. Het vrouwtje zet enige tijd later de eieren af met behulp van de eilegkleppen aan de achterzijde van het lichaam.
Mannetjes kunnen met meerdere vrouwtjes paren, de vrouwtjes echter kunnen maar één keer paren. Van bepaalde soorten vliegen is een verschijnsel bekend waarbij een mannetje toch zijn sperma inbrengt bij een vrouwtje dat al gepaard heeft met een ander mannetje. Dit komt waarschijnlijk ook voor bij de fruitvlieg en het verschijnsel wordt wel traumatische inseminatie genoemd. Bij traumatische inseminatie worden de spermacellen niet via de geslachtsopening ingebracht maar simpelweg door de lichaamswand. De mannetjes maken daarvoor gebruik van een aanhangsel van hun verharde aedeagus of geslachtsorgaan om een opening in het vrouwtje te maken. Deze manier van bevruchting resulteert bij de vrouwtjes in wondjes.
De mannetjes brengen bij de copulatie zo'n 300 tot 700 spermacellen over in het geslachtsorgaan van een vrouwtje. De spermacellen hebben een relatief zeer lange staart, een spermacel kan een totale lengte bereiken tot 1,76 millimeter. De mannelijke geslachtscellen zijn hiermee 35 keer zo lang als die van een mens. De zaadcel van een mannetje dringt het ei binnen door een zeer kleine opening in de eiwand, de micropyle genoemd, waarbij het ei wordt bevrucht.

### Ei

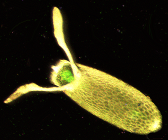
Ei van de fruitvlieg met adembuisjes.

Het vrouwtje zet ongeveer 400 eitjes af in totaal. Deze worden in kleine groepjes van ongeveer vijf afgezet op het substraat. Het ei is wit van kleur en is langwerpig en opvallend plat van vorm. Aan één zijde zijn twee draadachtige uitsteeksels aanwezig. Deze zijn hol van binnen en dienen als luchtkanaal. De eieren worden vaak afgezet op half vloeibaar materiaal, waarin de eieren deels wegzinken. Door de twee adembuizen kan het embryo van een in het substraat verzonken ei toch aan zijn zuurstofbehoefte voorzien.
Bij de juiste temperatuur komt het ei na 12 tot 15 uur uit, waarbij de wormachtige larven verschijnen.

### Larve

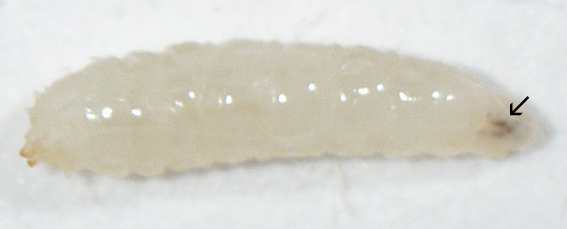
Tweede larvale stadium; monddelen bij pijl

De larven zijn wit en madeachtig, ze zijn pootloos en worden zeven tot acht millimeter lang. Het larvestadium bestaat uit drie delen, die de instars worden genoemd. De verschillende larvale stadia of instars worden onderbroken door een vervelling, waarbij de oude huid wordt afgeworpen.
De larven zijn half doorzichtig en een aantal lichaamsdelen zijn door de huid heen te zien. De kop is aan de voorzijde zichtbaar als een zwart puntje, dit komt door de zwarte, in de kop gelegen monddelen. Het lichaam van de larven bestaat uit acht segmenten, ieder segment is voorzien van een ring van kleine stekelige bultjes met haartjes die een zintuiglijke functie hebben. Bij veel larven van insecten is er aan iedere segmentopening aan het achterlijf een kleine ademopening aanwezig, de zogenaamde stigmata. Bij de larve van de fruitvlieg ontbreken deze maar zijn er zowel aan de voorzijde van het lichaam twee openingen gelegen en aan de achterzijde zijn twee wat grotere, geveerde structuren te zien die oranje tot bruin van kleur zijn.
De larven zijn negatief fototactisch, dit wil zeggen dat ze een hekel hebben aan licht. Zodra licht wordt waargenomen kruipt de larve hiervan weg. De larven bezitten enige vorm van fotoreceptorische zintuigen aan de kop, waarop zich lichtgevoelige cellen bevinden. De larven hebben echter over het gehele lichaam zintuiglijke cellen die licht kunnen waarnemen. Omdat de larven in het voedsel leven waar ze van eten, is hun natuurlijke leefomgeving altijd donker. Als ze zich in het licht begeven zijn ze buiten hun natuurlijke leefomgeving en hier reageren de larven op door zich van het licht af te begeven.
De larven bewegen zich voort door het achterste deel van het lichaam op te heffen en door spierbewegingen deze lus aan de achterzijde naar voren te bewegen. Aan de voorzijde wordt ten slotte de kop naar voren bewogen waarna de cyclus opnieuw begint. De larven hebben een peristaltische, rupsachtige manier van voortbeweging.

### Pop

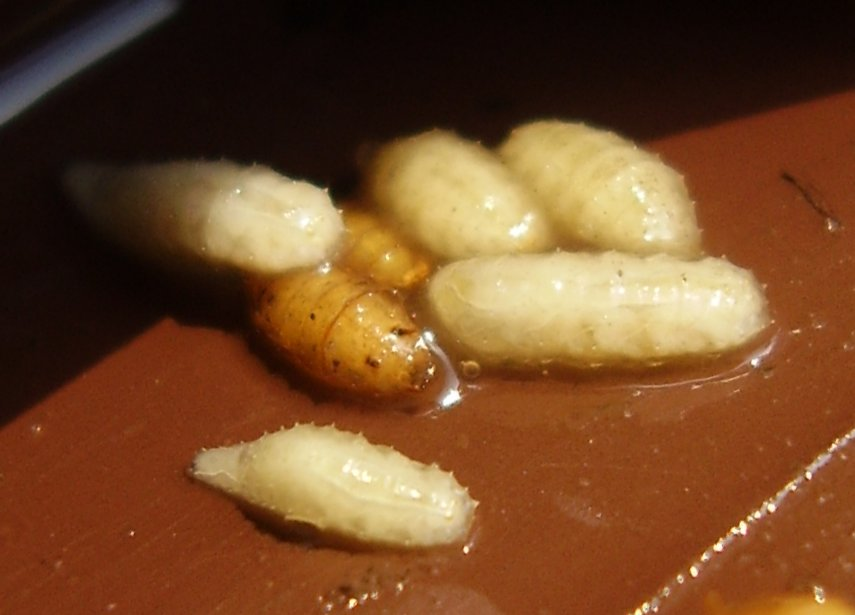
Poppen, de donkere exemplaren zijn ouder dan de lichte exemplaren. Linksonder is een larve te zien.

Als de larve zich volledig heeft ontwikkeld vindt de verpopping plaats. De larve maakt hiertoe een pophuid of chrysalis in de laatste larvehuid. De larve transformeert in de pop van een wormachtige larve tot een volwassen insect met poten en vleugels. Dit wordt ook wel een volledige metamorfose genoemd. Niet alleen uiterlijk ziet de vlieg er anders uit dan de larven, ook inwendig wordt het dier gedurende het popstadium volledig omgebouwd. Het middelste deel van de darmen bijvoorbeeld wordt aanzienlijk korter tijdens de metamorfose.
De pop heeft kleine vederachtige uitsteekseltjes aan de achterzijde waardoor de ademhaling plaatsvindt. Jonge poppen zijn witgeel van kleur, oudere poppen kleuren bruiner. Als de pop bijna is ontwikkeld worden de ogen van de vlieg zichtbaar als donkere plekken aan weerszijden van de pop.

### Imago
De fruitvlieg is, nadat deze de pophuid verlaten heeft, binnen een week volwassen en in staat om zich voort te planten. Het volwassen insect wordt ook wel de imago genoemd. In gevangenschap kan de vlieg ongeveer vier maanden oud worden. In de natuur wordt deze leeftijd echter niet gehaald.
Als er zeer veel exemplaren in een betrekkelijk kleine ruimte voorkomen, worden de dieren voortdurend gestoord bij de paring en het afzetten van de eieren. Hierdoor zetten vrouwtjes minder eitjes af. Ook rusten de vliegen minder, hierdoor neemt hun levensduur af tot ongeveer twee weken.

## Fruitvlieg en de mens

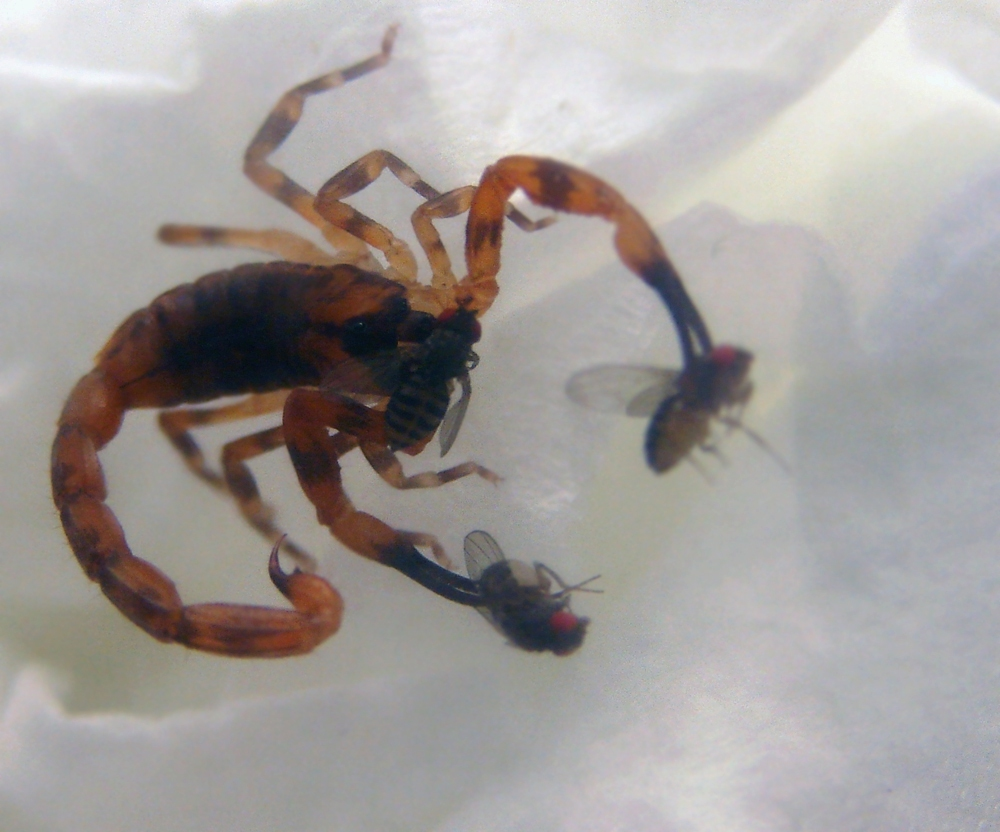
Jonge schorpioenen kunnen worden grootgebracht met fruitvliegen, afgebeeld is Babycurus jacksoni.

De fruitvlieg is een soort die niet alleen als schadelijk wordt gezien, maar ook wordt gewaardeerd om de verschillende toepassingsgebieden. Omdat de fruitvlieg zich gemakkelijk laat kweken, is hij een belangrijk voedseldier voor kleinere insecteneters. Daarnaast kunnen de chromosomen van de vlieg relatief gemakkelijk worden bestudeerd omdat ze erg groot worden.

### Schadelijkheid
De fruitvlieg is een van de bekendste wereldwijd voorkomende plaaginsecten. De fruitvlieg is veel aanwezig in bedrijven waar producten die fruit of gist bevatten worden verwerkt of opgeslagen. De fruitvlieg komt veel voor in en rond composthopen, horecagelegenheden, brouwerijen en de detailhandel zoals supermarkten en groentewinkels. Het is een van de weinige plaaginsecten die zich ook gemakkelijk manifesteren in het dagelijks leven. Ieder huishouden kan worden geconfronteerd met de insecten als men groenten of fruit enige tijd laat staan. Na ongeveer een week zullen hieruit vele fruitvliegjes tevoorschijn komen en eromheen zwermen. Hetzelfde kan gebeuren in de vuilnisbak als er fruitafval in wordt gegooid. Ook hieruit kunnen de insecten tevoorschijn komen als de zak te lang in de vuilnisbak blijft zitten.
De fruitvlieg is aan te merken als schadelijk omdat ze schimmels, bacteriën en gistcellen verspreiden. De larven leven in het fruit en versnellen het rottingsproces aanzienlijk. De volwassen vliegen verplaatsen zich van fruit naar fruit en dragen hierbij de schimmels en gistcellen over die vervolgens de kans krijgen om een nieuwe bron te koloniseren. De fruitvlieg creëert op deze wijze meer potentiële voedselbronnen voor de larven. De vliegjes kunnen worden bestreden door een bak met azijn te zetten bij de fruitschaal of in de keuken. De vliegjes komen op de geur van het azijn af en vallen na een tijdje vanzelf in de bak. Bij de drogist en in de supermarkt zijn speciale fruitvliegjesvallen verkrijgbaar. Deze werken met een sterk ruikende lokstof die de vliegjes aantrekt, zodat deze vanzelf in de val terecht komen.

### Kweek in gevangenschap
De fruitvlieg wordt veel gekweekt in gevangenschap, deels om te dienen als voedingsbron voor andere dieren maar ook wordt de vlieg gebruikt in experimenten met betrekking tot bevolkingsdichtheid. Ook in de genetica worden de vliegen veel bestudeerd.
Het kweken van de fruitvlieg is eenvoudig. De vlieg kan in een kleine ruimte zoals een melkfles worden opgekweekt, waarbij zich binnen korte tijd zeer grote aantallen kunnen ontwikkelen.
Fruitvliegjes zijn bijzonder geschikt bij het opkweken van jonge of kleine geleedpotigen die als exotisch huisdier worden gehouden. Voorbeelden zijn jonge spinnen, schorpioenen en bidsprinkhanen. Ook jonge hagedissen en kikkers en sommige zeer klein blijvende hagedissen zoals kogelvingergekko's kunnen het best met fruitvliegjes worden grootgebracht.

### Genetica

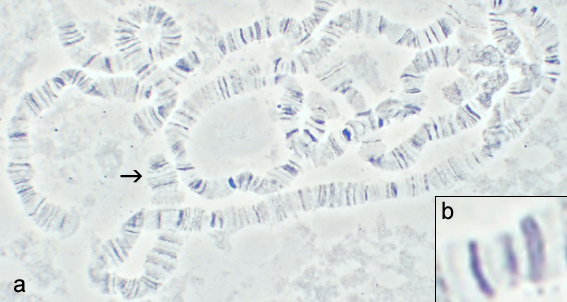
Chromosomen gezien door een lichtmicroscoop

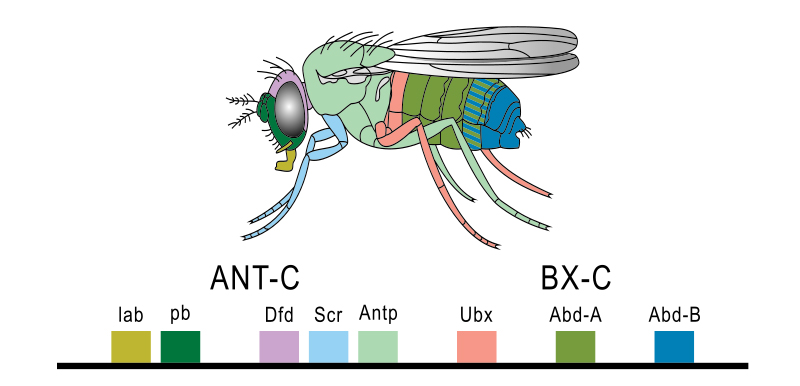
De hoxgenen werden voor het eerst goed onderzocht bij de fruitvlieg.

De fruitvlieg wordt al sinds lange tijd gebruikt als modelorganisme in de genetica, de fruitvlieg is een van de weinige dieren waarbij de chromosomen met een eenvoudige lichtmicroscoop zichtbaar zijn. Dit is al lang bekend, de relatie tussen verschillen in actieve en niet-actieve chromosomen werd voor het eerst uitgebreid onderzocht door Thomas Hunt Morgan, die de basis legde voor de moderne genetica. Morgan zou onder andere door zijn onderzoek aan de fruitvlieg in 1933 een Nobelprijs ontvangen. Veel later, in 1995, kregen Edward B. Lewis, Eric Wieschaus en Christiane Nüsslein-Volhard eveneens een Nobelprijs voor hun onderzoek dat gebaseerd was op de genetische kenmerken van de fruitvlieg.
De chromosomen zijn in vergelijking met die in de rest van het lichaam ongewoon groot. Het betreft dan alleen de chromosomen in de speekselklieren van de larven in het derde stadium, dus vlak voor de verpopping. De speekselklieren van de larve kunnen onder een microscoop worden verwijderd en geprepareerd.
De vergrote chromosomen ontstaan doordat de samengetrokken DNA-strengen van een chromosoom zich na verdubbeling niet van elkaar losmaken. Ze blijven parallel naast elkaar liggen en na kleuring zijn ze goed waarneembaar met een lichtmicroscoop. Deze eigenschap maakte het diertje tot een ideaal proefdier voor genetisch onderzoek in de tijd dat de moleculaire genetica nog niet was ontwikkeld. Deze speekselklierchromosomen vertonen namelijk na bewerking en kleuring een bandenstructuur die wordt veroorzaakt doordat actieve regionen van het chromosoom anders gekleurd zijn dan rustende. Dit kon worden gecorreleerd met waarnemingen van mutaties en fysiologische processen in de fruitvlieg.
De fruitvlieg was een van de eerste organismen waarbij de hoxgenen in kaart werden gebracht. Deze genen spelen een cruciale rol bij het vormen van de verschillende lichaamssegmenten in het groeiende embryo. De hoxgenen bleken niet alleen bij de fruitvlieg, maar bij alle organismen aanwezig te zijn. De genen bepalen de opbouw van de verschillende lichaamssegmenten. Bij een mutatie aan de hoxgenen kunnen drastische effecten optreden, omdat de lichaamsvorm hierbij geheel verandert. Bij een bepaalde mutatie van de fruitvlieg is de vorm van de antennes sterk afwijkend. Bij deze mutatie, die wel antennapedia wordt genoemd, zien de antennes eruit als poten. Het eerste antennedeel ontwikkelt zich hierbij tot de heup, het tweede antennedeel vormt de trochanter, en het derde deel vormt de scheen, de dij en het eerste tarsale segment. Uit de arista ten slotte ontstaan de overige tarsale segmenten.
Er zijn vele duizenden verschillende mutanten van de fruitvlieg bekend, waarbij dus een stukje DNA is veranderd. Hierdoor bevat het DNA een andere code, waardoor er geen of veranderde eiwitten worden aangemaakt. Dit zorgt voor andere eigenschappen dan bij de normale fruitvlieg zoals deze in het wild voorkomt. In sommige gevallen zijn deze eigenschappen ook duidelijk zichtbaar. Voorbeelden zijn de gekrulde vleugels (vestigial) in plaats van normale vleugels, een donkere huid (ebony) in plaats van een geelbruine huid, en witte ogen (white) in plaats van rode ogen.
Ook kan de oogvorm sterk veranderen, zo is er een mutatie die staafvormige ogen heeft (bar-eyed) en een mutatie met stervormige ogen (star-eyed). Deze laatste mutatie blijkt echter niet levensvatbaar en de fruitvlieg sterft in zijn pop.
De mutanten kunnen niet alleen in uiterlijk verschillen maar ook het gedrag kan afwijken. Daarnaast kunnen de verschillende lichaamsprocessen verstoord worden, zoals een afwijkend hartritme.
Het belang van de fruitvlieg voor genetisch onderzoek is door de hoge vlucht die de moleculaire biologie in de genetica heeft genomen wat verminderd, maar het blijft een van de belangrijkste proefdieren in het laboratorium. Behalve de korte levenscyclus zijn ook de lage kostprijs en onderhoudskosten van de fruitvlieg een voordeel. Voorts is er voor de proefnemingen met dit dier geen vergunning nodig, zoals dat wel het geval is bij muizen, apen of andere proefdieren. Zij kunnen worden ingezet voor onderzoek naar ziekten, zoals kanker, alzheimer en parkinson.